# Krigsåret 1899

## Pågående krig
- Andra boerkriget (1899-1902)[1]

- Boxarupproret (1899-1901)[1]

- Filippinsk-amerikanska kriget (1898-1913)

- Mahdistupproret (1881-1899)

- Tusendagarskriget (inbördeskrig i Colombia) (1899-1902)[2]

## Händelser

### Februari
- 4 - Början av det filippinsk-amerikanska kriget.

### September
- 27 september - Oranjefristaten och Transvaal utlyser allmän mobilisering.[3]

### Oktober
- 9 - President Krüger överlämnar ett utimatum till Britternas ombud i Pretoria om att dra tillbaka sina trupper.[3]
- 12 - Andra boerkriget bryter ut.
- 20 - I slaget vid Talana Hill, det största större sammandrabbningen i boerkriget vinner britterna en taktisk seger, med stora egna förluster.

### November
- 12 - En brittisk seger över sudanesiska rebeller i slaget vid Umm Diwaykarat gör slut på Mahdistupproret.

### December
- 10 - Boerna vinner en seger vid slaget vid Stormberg.[3]
- 11 - Boerna vinner en seger vid Magersfontein där även den Skandinaviska kåren deltar.
- 15 - Britternas försök att från Durban undsätta Ladysmith leder till slaget vid Colenso, där Buller efter svåra förluter tvingas retirera.[3]

### Fotnoter
1. 1 2  ”World Statesmen”. http://www.worldstatesmen.org/WARS.html. Läst 28 juni 2011.
2. ↑  ”Chronological List of All Wars”. Arkiverad från originalet den 9 oktober 2014. https://web.archive.org/web/20141009082543/http://www.correlatesofwar.org/COW2%20Data/WarData_NEW/WarList_NEW.pdf. Läst 29 juni 2011.
3. 1 2 3 4  Svensk uppslagsbok, 1938